# Gedraaide torenspits

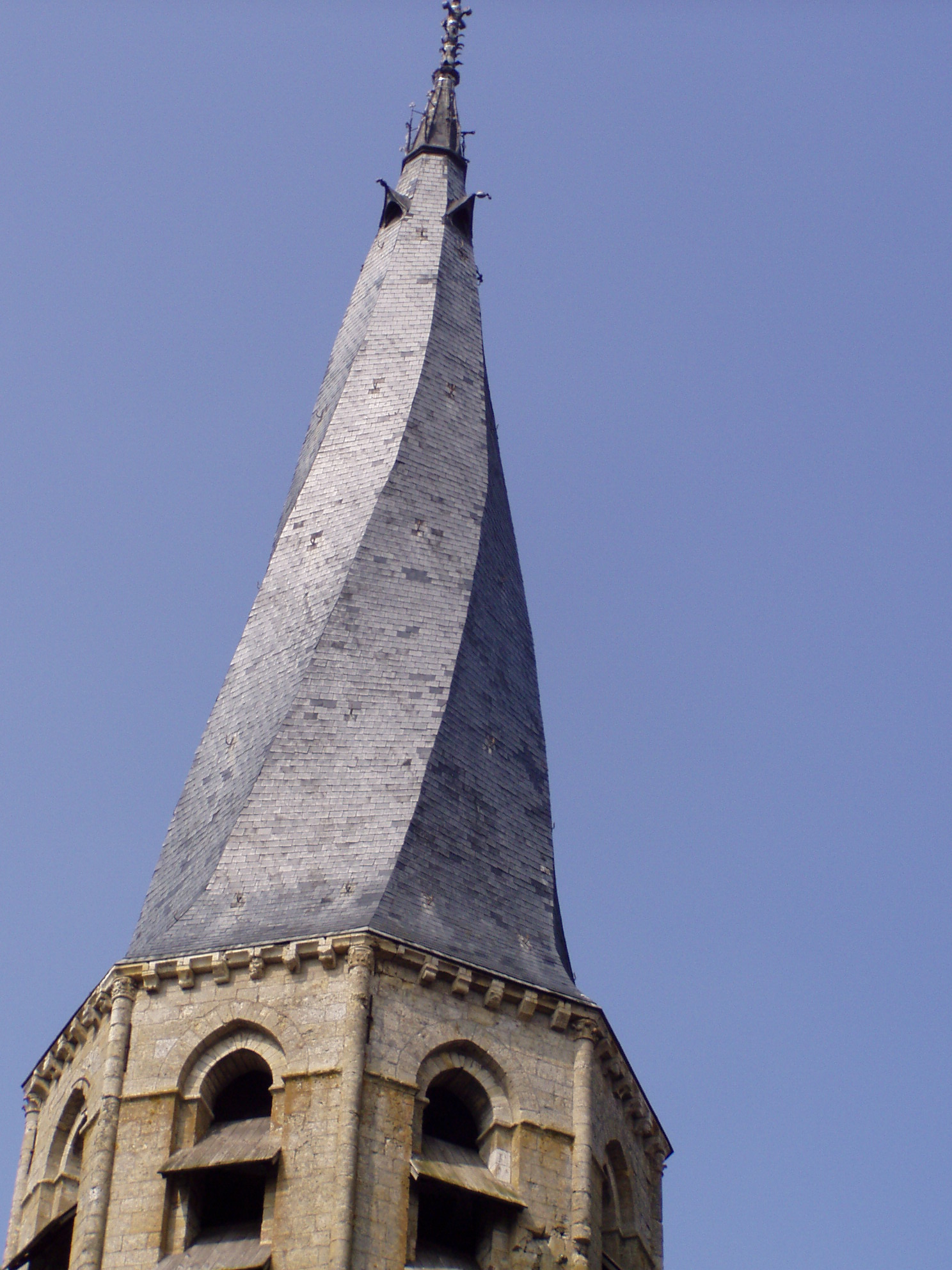
Gespiraalde klokkentoren

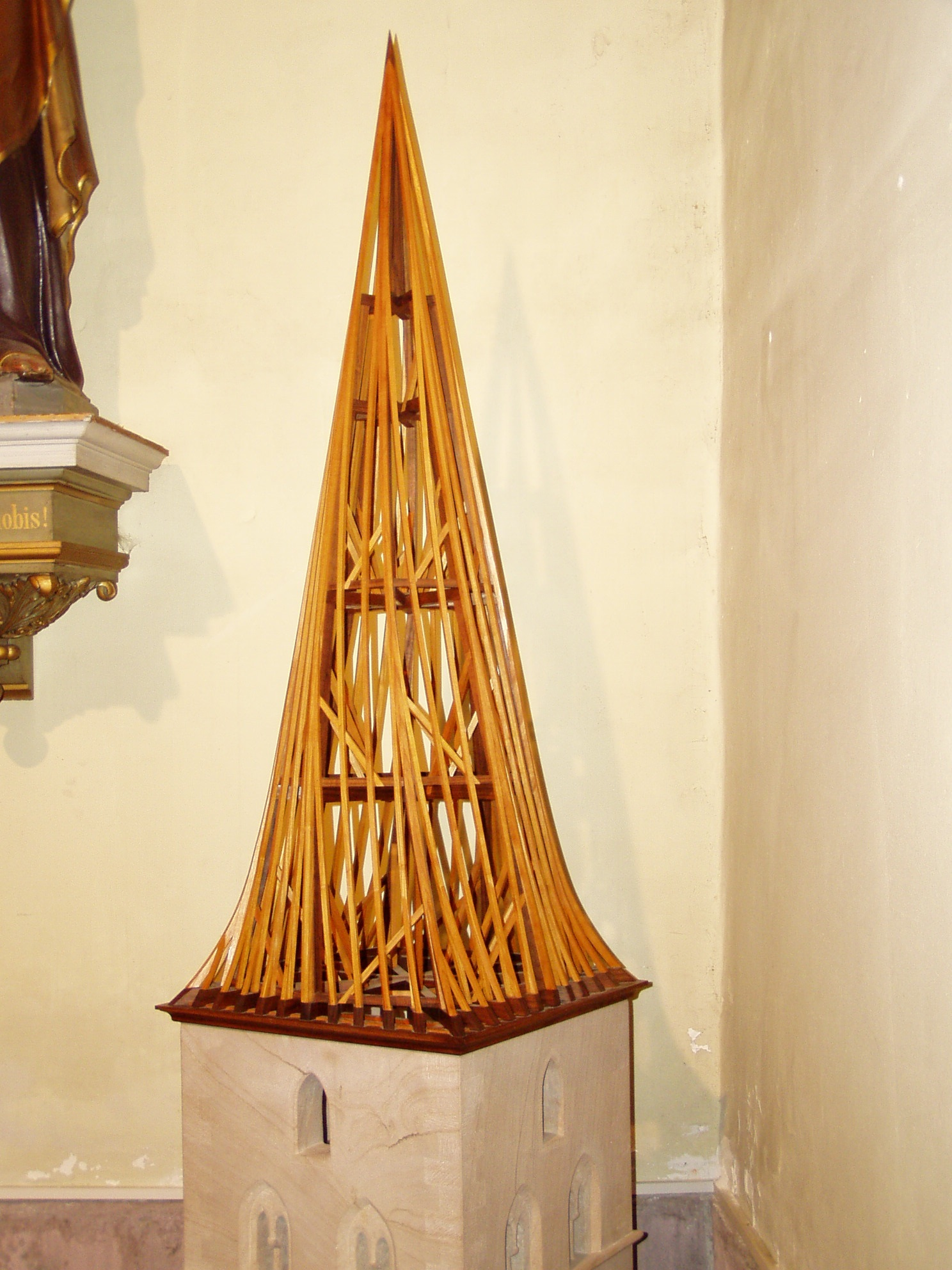
Maquette van de klokkentoren te Niedermorschwihr

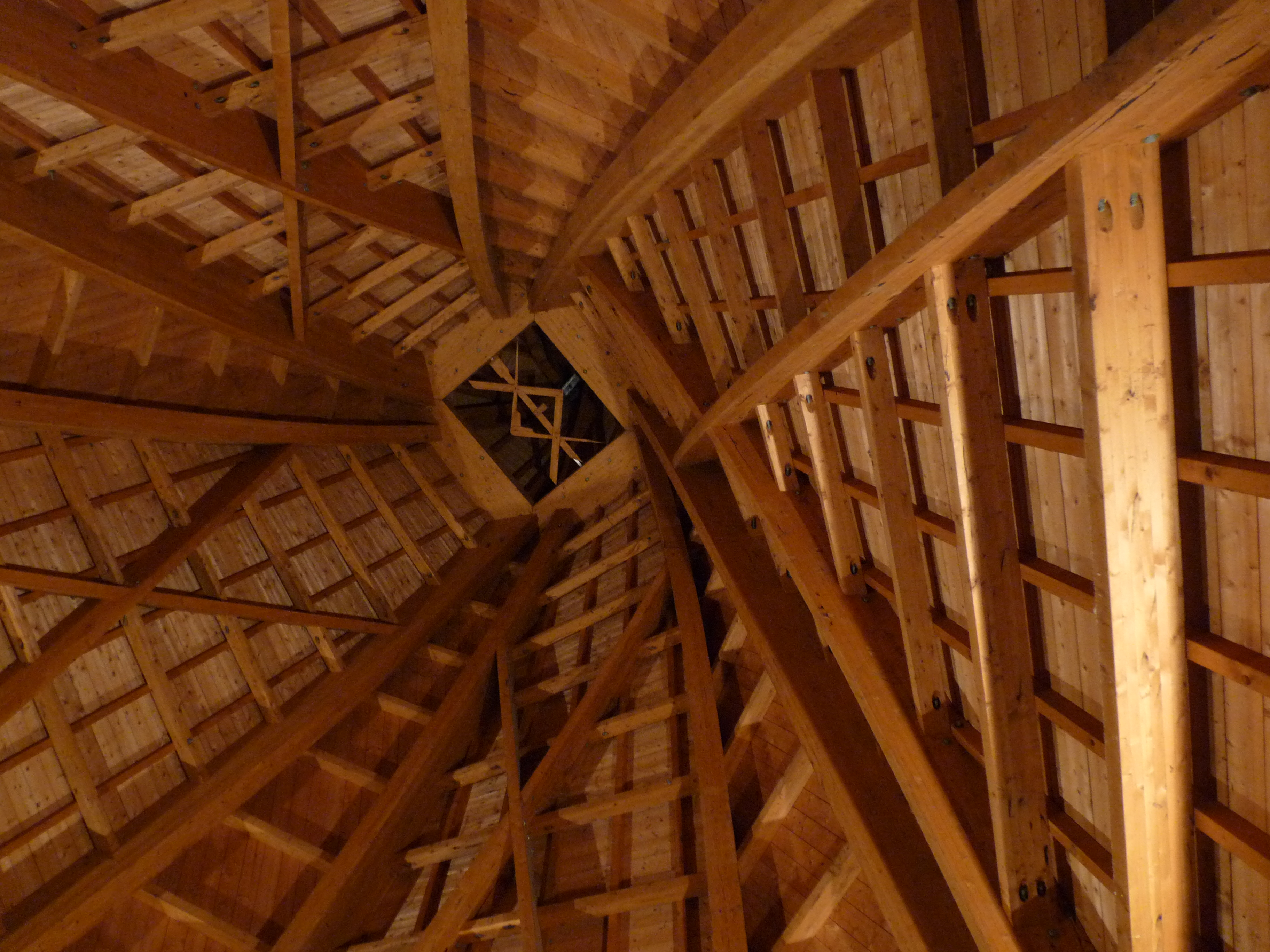
De gedraaide torenspits van binnen

Een gedraaide toren(spits), getordeerde of schroefvormige toren(spits) is een toren waarvan de spits in spiraalvorm gedraaid is. Deze is doorgaans gedekt met leien. Er zijn ongeveer honderd torens van dit type in Europa bekend.

## Oorsprong
Er zijn twee verschillende verklaringen van de draaiing:
- Sommige zijn gebouwd als architectonische prestatie. Voorbeelden zijn in Frankrijk de torens van Mouliherne en Fontaine-Guerin in Anjou, Treignac in Corrèze en Saint-Outrille in Cher. Een niet-kerkelijk gebouw is het huis van de Compagnons du Devoir in Nantes. In Duitsland is een stadspoort van Duderstadt in de vijftiende eeuw gedraaid gebouwd.
- Andere zijn door de tijd heen zo geworden. De toren van de kerk van Saint-Étienne in Fougeré (Maine-et-Loire) werd door vier wervelstormen getroffen in 40 jaar tijd.[bron?]

Volgens de 19e-eeuwse architect Viollet-le-Duc zijn sommige torens schroefvormig geworden omdat het hout slecht gedroogd is. Het is bewezen dat de structuur van oudere torens uit het lood kan raken. Hout werkt bijna altijd en de werking is niet symmetrisch. Een rotatie van 1/20 graad aan de basis kan leiden tot een verdraaiing van 45 graden aan de top van de spits. De verdraaiing van de Notre-Dame in Puiseaux in Loiret is te wijten aan het op een verkeerde wijze drogen van hout.
Door een te zwaar gewicht van de dakbedekking kan de spits vervormd worden en ook instorten. Soms worden er bij de dakbedekking materialen gebruikt die afwijken van de oorspronkelijk geplande materialen. Dit is waarschijnlijk het geval met de kerktoren van St Mary and All Saints in het Engelse Chesterfield, waarbij in de 17e eeuw de dakleien vervangen werden door loden platen, met sterke vervorming als gevolg.

## Achthoekige torens
Een aantal van de getordeerde torens heeft een achtzijdige spits. Een achtkantige toren is opgebouwd met:
- Een verticale balk in het midden van de torenspits. Deze vormt het middelpunt van de constructie. Op deze balk rust het gewicht van het frame
- Verschillende steunbalken (schoren of korbelen), die zijn vastgezet aan alle zijden van het dak en de verticale balk en het algemene kader versterken
- Dwarsbalken die voorkomen dat de constructie gaat 'werken'. Een dwarsbalk is het sterkst met een hoek van 45 graden. In achthoekige torens kunnen de dwarsbalken een grotere hoek hebben, waardoor ze makkelijker kunnen verdraaien.

Het gewicht van de torenspits moet gelijkmatig over het metselwerk van de onderliggende stenen torenbasis verdeeld zijn, anders kan dat het metselwerk zijn dragende functie niet goed uitoefenen. Wanneer deze constructie niet in orde is, kan een deel van de torenspits verzakken, met draaiing als gevolg.

## Verspreiding in Europa

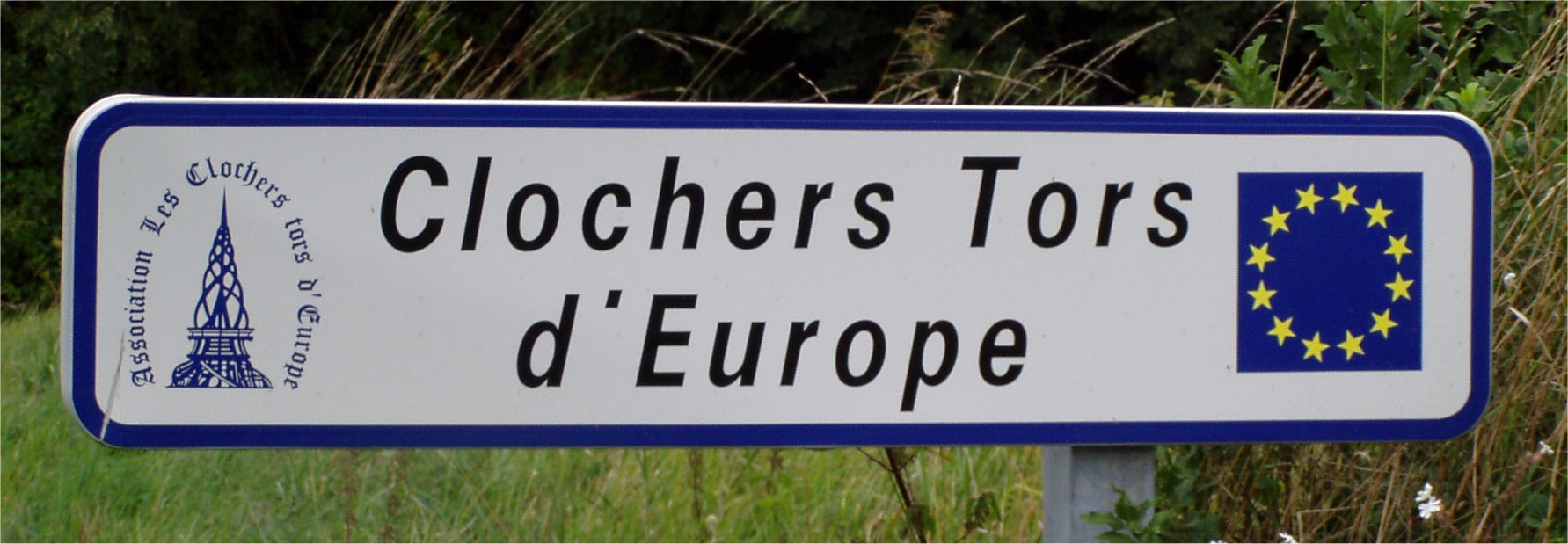
Bord geplaatst bij de ingang van een dorp met een gedraaide torenspits.

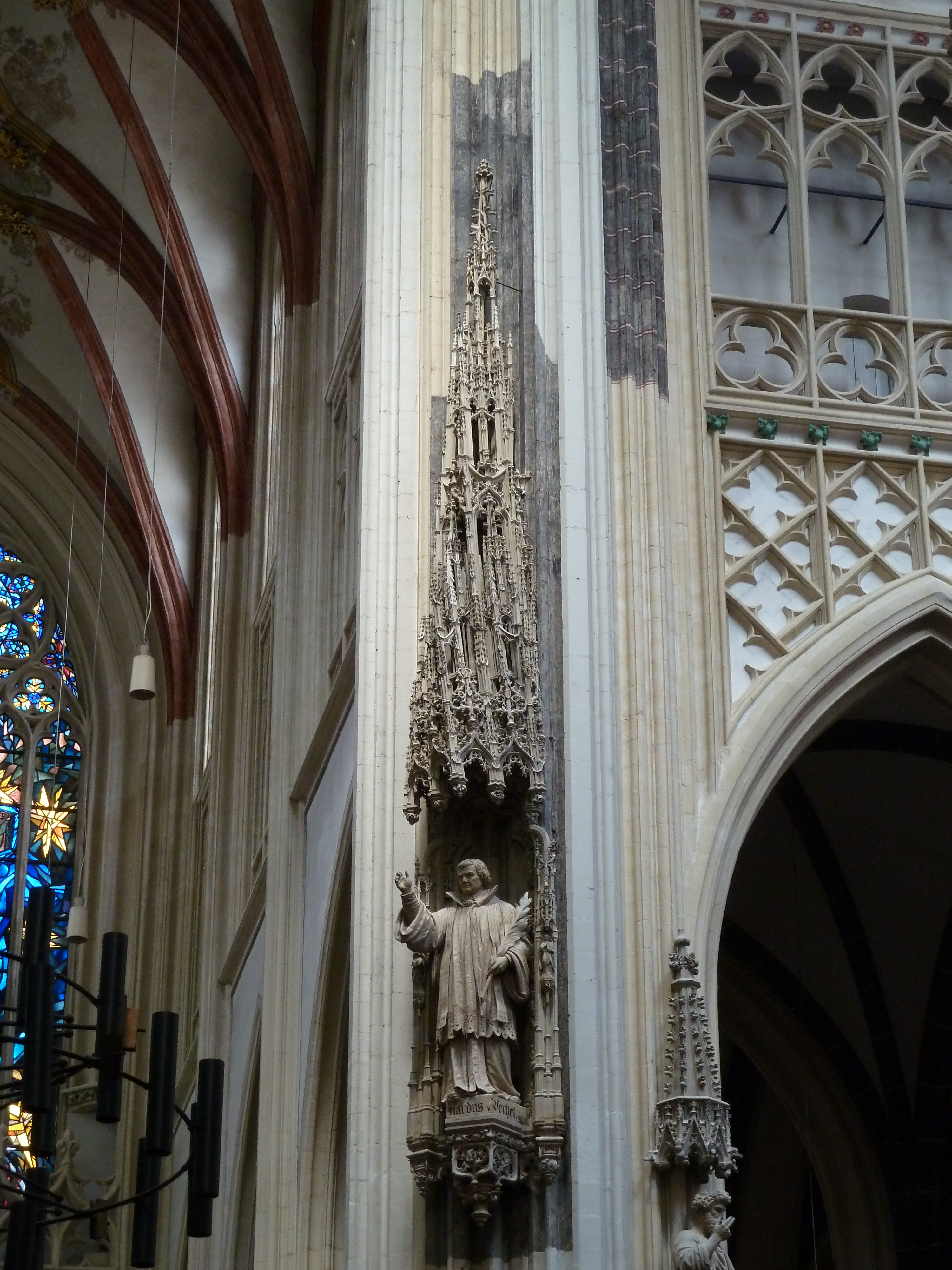
Geen toren, maar een spits toelopend gedraaid baldakijn in de Sint-Janskathedraal van Den Bosch

Er zijn twee concentraties van gedraaide torens in Europa, een in Frankrijk omgeving Baugé (te Anjou) en de andere in België in de omgeving van Herve in de provincie Luik.
Er bestaan er een stuk of honderd gedraaide torens die verdeeld zijn over de volgende landen.
- Frankrijk: meer dan 65
- Duitsland: 22
- Oostenrijk: 7
- België: 12
- Groot-Brittannië: 3
- Zwitserland: 4
- Denemarken: 2
- Italië: 1

In 2003 was een honderdtal torens geregistreerd bij de vereniging Les clochers tors d'Europe. Daarvan zijn er 31 bewust gedraaid gebouwd en 50 als gevolg van externe invloeden uit vorm geraakt. De meeste zijn piramidevormig; die van Kopenhagen en Rome zijn van steen. Ze zijn als volgt verdeeld:
- achthoekige torens (94 van de 101)
- zeshoekige torens (3: Dinéault, Échirolles en Nogent-sur-Vernisson)
- vijfhoekige toren (1: Nantes)
- vierkante torens (3 : Aubigny-sur-Nère, Niedermorschwihr en Orléans)

Het materiaal waarmee de torenspitsen bekleed zijn, is meestal leisteen, maar er worden ook dakpannen, houten dakspanen (shingles) en metalen platen gebruikt (koper, zink of lood).
De draairichting is per land verschillend:
- In Duitsland draait 63% van rechts naar links.
- In Oostenrijk en Zwitserland draait 100% van rechts naar links.
- In België draait 75% van links naar rechts.
- In Frankrijk draait 78% van links naar rechts.

## Overzicht

### Duitsland
De volgende tabel bevat de 22 bekende gedraaide torens van Duitsland:
| Gebouw                     | Plaats               | Deelstaat           | Coördinaten                    | Opmerkingen | Foto |
| -------------------------- | -------------------- | ------------------- | ------------------------------ | --- | ---- |
| Protestante kerk           | Karlsruhe-Grötzingen | Baden-Württemberg   | 49° 0′ 12″ NB, 8° 29′ 53″ OL   | Achthoekige toren gebouwd op een vierkante basis, bedekt met terracottategels en draaiing van links naar rechts van 45 graden (één achtste). |      |
| Protestante Sint-Petrikerk | Burgwedel            | Nedersaksen         | 52° 29′ 30″ NB, 9° 51′ 19″ OL  | De kerk dateert uit de 15e en 16e eeuw, met een achthoekige spits op een vierkante toren, met draaiing van rechts naar links, sinds 1950 met koperen platen bedekt. |      |
| Stadspoort                 | Duderstadt           | Nedersaksen         | 51° 30′ 48″ NB, 10° 15′ 22″ OL | Gebouwd in 1343, verwoest in 1424, en draaide in de loop van de eeuwen. In 1874 werd de torenspits eraf gehaald om te voorkomen dat ze zou instorten. De draaiing is niet veranderd en gaat van links naar rechts met 45 graden (één achtste). In 1949 werd de toren geïnspecteerd door een architect die concludeerde dat de draaiing te wijten was aan fouten tijdens de bouw. |      |
| Sint-Sixtuskerk            | Northeim             | Nedersaksen         | 51° 42′ 19″ NB, 10° 0′ 10″ OL  | Torenspits van 62 meter hoog, gebouwd in de vijftiende eeuw, de toren meet 33 meter, was oorspronkelijk bedekt met houten dakleien en is sinds 1836 bedekt met leisteen. Oorsprong van de draaiing is onduidelijk. |      |
| Sint-Janskerk              | Sandstedt            | Nedersaksen         | 53° 21′ 35″ NB, 8° 31′ 28″ OL  | De kerk dateert uit 1420, een vierkante toren, bekroond door een achthoekige torenspits, rustend op een afgeknotte piramide, hij is bedekt met koperen platen en de draaiing is van rechts naar links met 60 graden (één zesde). |      |
| Sint-Jacobskerk            | Stolzenau            | Nedersaksen         | 52° 30′ 39″ NB, 9° 4′ 19″ OL   | De kerk dateert uit 1590, de toren werd herbouwd in 1679 en behield zijn vorm, met een hoogte van 48 meter waarvan 33 meter voor de spits. De spits is achthoekig, bedekt met leisteen, en draait van rechts naar links met 45 graden (één achtste). Oorsprong van de draaiing is onduidelijk.                                                                                   |      |
| Sint-Janskerk              | Uslar                | Nedersaksen         | 51° 39′ 30″ NB, 9° 37′ 59″ OL  | De kerk stamt uit 1428. |      |
| Maria Schneekerk           | Kleinochsenfurt      | Beieren             | 49° 40′ 22″ NB, 10° 2′ 58″ OL  | Toren met vierkante voet met daarboven een zeer slanke torenspits, bedekt met leien, draaiing gaat van rechts naar links. De draai is toevallig. |      |
| Kerktoren                  | Breidenbach          | Hessen              | 50° 53′ 7″ NB, 8° 27′ 19″ OL   | Achthoekige toren boven een vierkante basis die is bevestigd op een afgeknotte piramide. De draaiing gaat van rechts naar links met 45 graden (één achtste). De oorsprong is onduidelijk. |      |
| Kerk                       | Münzenberg           | Hessen              | 50° 27′ 9″ NB, 8° 46′ 35″ OL   | Kerkje uit de 13e eeuw. De klokkentoren met een vierkante basis is bekroond door een grote achthoekige torenspits die van rechts naar links draait met 45 graden (één achtste). |      |
| Sint-Pancratiuskerk        | Kaisersesch          | Rijnland-Palts      | 50° 13′ 49″ NB, 7° 8′ 30″ OL   | Toren in Romaanse stijl, bekroond door een spits die draait van links naar rechts. De draaiing lijkt vrijwillig te zijn. |      |
| Sint-Clemenskerk           | Mayen                | Rijnland-Palts      | 50° 19′ 48″ NB, 7° 13′ 23″ OL  | De kerk dateert uit 1350, de torenspits werd gedraaid in de tijd, de kerk was gebombardeerd tijdens de Tweede Wereldoorlog. De gedraaide toren werd herbouwd tussen 1950 en 1953. De hoogte is 51 meter waarvan 20 meter voor de spits. De spits draait een kwartslag van links naar rechts en heeft een kantel tot een meter zeventig.                                          |      |
| Kerktoren                  | Alverdissen          | Noordrijn-Westfalen | 52° 1′ 55″ NB, 9° 7′ 25″ OL    | De kerk werd gesloopt in 1842, waarbij alleen de klokkentoren overbleef waarvan de basis vierkant is, bekroond door een achthoekige torenspits bedekt met platen van zandsteen, de draaiing loopt van links naar rechts met een draai van 45 graden (één achtste). |      |
| Sint-Johannes de Doperkerk | Delbrück             | Noordrijn-Westfalen | 51° 45′ 52″ NB, 8° 33′ 45″ OL  | De toren heeft gediend als verdedigingstoren en wordt bekroond door een spits bedekt met koperen platen. De draaiing loopt van links naar rechts. |      |
| Sint-Lambertuskerk         | Düsseldorf           | Noordrijn-Westfalen | 51° 13′ 41″ NB, 6° 46′ 17″ OL  | Toren met vierkante basis gegarneerd met torentjes op elke hoek en een achthoekige torenspits bedekt met leisteen, die loopt van links naar rechts, de top is bedekt met een kroon van kleine torens, een aan elke kant. Hij werd meerdere malen verbouwd, waarbij de vorm draaide.                                                                                              |      |
| Kerk Sint-George           | Hattingen            | Noordrijn-Westfalen | 51° 23′ 53″ NB, 7° 11′ 6″ OL   | |      |
| Evangelische kerk          | Hausberge            | Noordrijn-Westfalen |                                | ? |      |
| Sint-Petrus en Pauluskerk  | Heiden-Lage          | Noordrijn-Westfalen | 51° 58′ 47″ NB, 8° 50′ 51″ OL  | De toren, gebouwd in 1594, werd meerdere malen beschadigd, werd herbouwd in 1663, waarbij zijn gedraaide vorm behouden bleef. Hij heeft een vierkante basis, bekroond door een afgeknotte piramide met een achthoekige torenspits, bedekt met leisteen en draait een kwart van links naar rechts.                                                                                |      |
| Sint-Nicolaskerk           | Lemgo                | Noordrijn-Westfalen | 52° 1′ 40″ NB, 8° 54′ 7″ OL    | De kerk dateert uit de 12e eeuw en heeft het twee klokkentorens. Alleen de rechter heeft een gedraaide spits. Hij werd herbouwd in 1663 na een storm. Het is een vierkante toren met een spits bedekt met zinken platen. De hoogte is 60 meter waarvan ongeveer 30 meter voor de spits. De spits draait van links naar rechts met 45 graden (één achtste).                       |      |
| Sint-Petrikerk             | Mülheim an der Ruhr  | Noordrijn-Westfalen |                                | Verdwenen |      |
| Sint-Petrikerk             | Ballstädt            | Thüringen           | 51° 2′ 7″ NB, 10° 42′ 53″ OL   | Toren met een vierkante basis met een slanke torenspits bedekt met tegels, en een draai van rechts naar links. |      |

### Engeland
De volgende tabel bevat de drie bekende gedraaide torens van Engeland:
| Gebouw                          | Plaats            | Graafschap | Coördinaten                   | Opmerkingen | Foto |
| ------------------------------- | ----------------- | ---------- | ----------------------------- | --- | ---- |
| Sint-Maria en alle heiligenkerk | Chesterfield      | Derbyshire | 53° 14′ 10″ NB, 1° 25′ 28″ WL | Scheve gedraaide toren en bedekt met loodplaten met een gewicht van vijftig ton. De structuur is doorgezakt door het overmatige gewicht van de dakbedekking.                                                   |      |
| Sint-Pieterskerk                | Barnstaple        | Devon      | 51° 4′ 48″ NB, 4° 3′ 34″ WL   | De kerk werd gebouwd in het begin van de veertiende eeuw, de toren werd gerestaureerd in de zestiende eeuw. De torenbasis is vierkant. De torenspits is bedekt met loodplaten en draait van rechts naar links. |      |
| Sint-Mariakerk                  | Cleobury Mortimer | Shropshire | 52° 22′ 45″ NB, 2° 28′ 50″ WL | Kerk uit de 14e eeuw, de toren bedekt met houten tegels, en draait van links naar rechts. |      |

### Oostenrijk
De volgende tabel bevat de zeven bekende gedraaide torens van Oostenrijk:
| Gebouw                               | Plaats         | Deelstaat        | Coördinaten                    | Opmerkingen | Foto |
| ------------------------------------ | -------------- | ---------------- | ------------------------------ | --- | ---- |
| Sint-Nicolaaskerk                    | Bad Ischl      | Opper-Oostenrijk | 47° 42′ 42″ NB, 13° 37′ 22″ OL | Toren met vierkante basis, een afgeknotte puntgevel, bekroond door een achthoekige torenspits die draait van rechts naar links. In 1649 was de toren al gedraaid, de oorsprong van deze draaiing is echter onbekend.                       |      |
| Sint-Rupertkerk                      | Wagrain        | Salzburg         | ?                              | De toren dateert uit de tweede helft van de 15e eeuw en bestaat uit een vierkante toren, versierde gevels aan elke zijde en bekroond door een met leisteen bedekte achthoekige torenspits die draait van links naar rechts.                |      |
| Sint-Oswaldkerk                      | Alpbach        | Tirol            | 47° 23′ 54″ NB, 11° 56′ 40″ OL | Toren heeft een vierkante basis met een zeer slanke met groene leisteen bedekte torenspits die draait van rechts naar links met 45 graden (één achtste).                                                                                   |      |
| Parochiekerk                         | Mayrhofen      | Tirol            | 47° 10′ 5″ NB, 11° 51′ 53″ OL  | De achthoekige torenspits bedekt met groen leisteen, draait van rechts naar links met 45 graden (één achtste). |      |
| Parochiekerk Sint-George en Nicolaas | Oetz           | Tirol            | 47° 12′ 18″ NB, 10° 53′ 53″ OL | Vierkante torenbasis en een zeer slanke torenspits, bedekt met rode dakpannen. Hij draait van rechts naar links, een datum aangeduid op de spits lijkt erop te wijzen dat de toren in 1893 werd gerestaureerd.                             |      |
| Parochiekerk                         | Virgen         | Tirol            | 47° 0′ 13″ NB, 12° 27′ 27″ OL  | De toren heeft een vierkante basis met versierde gevel en wordt bekroond door een achthoekige torenspits bedekt met groen leisteen, en draait van rechts naar links.                                                                       |      |
| Parochiekerk                         | Zell am Ziller | Tirol            | 47° 14′ 3″ NB, 11° 52′ 52″ OL  | De vierkante torenbasis met versierde geveltop wordt bekroond door een spits bedekt met groen leisteen en met een draaiing van rechts naar links over 45 graden (één achtste). Het dak lijkt te zijn vernieuwd in 1995 (datum op het dak). |      |

### België
De volgende tabel bevat de tien bekende gedraaide torens van België, waarvan er zeven zich in de provincie Luik bevinden:
| Gebouw                     | Plaats                   | Provincie       | Coördinaten                   | Opmerkingen | Foto                       |
| -------------------------- | ------------------------ | --------------- | ----------------------------- | --- | -------------------------- |
| Onze-Lieve-Vrouwkerk       | Onze-Lieve-Vrouw-Lombeek | Vlaams-Brabant  | 50° 49′ 20″ NB, 4° 6′ 50″ OL  | Laat romaanse, vroeg gotische kerk uit de 13e eeuw. Vroeg middeleeuws Mariabedevaartsoord met prachtig Mariaretabel van omstreeks 1520. Torenspits met draaiing naar rechts. | getorste toren OLV Lombeek |
| Kapel Notre-Dame-du-Marché | Geldenaken               | Waals-Brabant   | 50° 43′ 30″ NB, 4° 52′ 4″ OL  | Torenbasis is vierkant en wordt bekroond door een achthoekige torenspits met een draaiing van links naar rechts. |                            |
| Kerk Sint-Martin           | Leernes                  | Henegouwen      | 50° 23′ 50″ NB, 4° 19′ 54″ OL | De torenbasis is vierkant met een spits bedekt met leisteen, die draait van links naar rechts. Hij werd bewust gedraaid gebouwd voor een betere weerstand tegen de wind en werd gerestaureerd in 1948.                                                                                                 |                            |
| Sint-Pauluskerk            | Baelen                   | Luik            | 50° 37′ 51″ NB, 5° 58′ 15″ OL | De torenbasis is vierkant en dateert uit de twaalfde eeuw, en wordt bekroond door een torenspits gebouwd rond 1545. De spits draait 45 graden (één achtste) van rechts naar links. De oorsprong is onduidelijk.                                                                                        |                            |
| Kerk Sint-Jan-de-Baptist   | Herve                    | Luik            | 50° 38′ 22″ NB, 5° 47′ 40″ OL | Vierkante Romaanse torenbasis daterend uit de dertiende eeuw, met daarboven een torenspits van 28 meter bedekt met leisteen en met een draaiing van 45 graden (één achtste) van links naar rechts. Ze hangt voor meer dan een meter uit het lood. De draaiing is te wijten aan gebrekkige constructie. |                            |
| Kerk Sint-Michel           | Jalhay                   | Luik            | 50° 33′ 32″ NB, 5° 57′ 52″ OL | De toren werd herbouwd in 1840 en werd bewust gedraaid. De spits is achthoekig en draait 45 graden van links naar rechts (één achtste). |                            |
| Sint-Lambertuskerk         | Gulke                    | Luik            | 50° 36′ 24″ NB, 5° 57′ 22″ OL | De toren draait zeer licht maar helt duidelijk over in het bovenste deel. Deze neiging lijkt te wijten aan een gebrek aan onderdelen. |                            |
| Kerk                       | Lierneux                 | Luik            | verdwenen                     | Vernietigd tijdens de Tweede Wereldoorlog en werd niet in zijn oorspronkelijke vorm herbouwd. |                            |
| Parochiekerk               | Grand Marchin            | Luik            | 50° 27′ 47″ NB, 5° 14′ 26″ OL | De toren draaide zich door de jaren heen, totdat een blikseminslag hem vernietigde. Hij werd in 2005 herbouwd met bewuste verdraaiing. Dit herstel vond plaats van april tot juli 2005. |                            |
| Kerk Notre-Dame de l'Arbre | Momalle                  | Luik            | 50° 41′ 8″ NB, 5° 22′ 22″ OL  | De draaiing is bijna onmerkbaar. De toren lijkt geleidelijk gedraaid te zijn. Aan de top draait de spits van links naar rechts. |                            |
| Kerk Sint-Jacques          | Polleur                  | Luik            | 50° 32′ 21″ NB, 5° 52′ 52″ OL | Het is een samengestelde spits op een vierkante torenbasis met daarop een achthoekige torenspits draaiend van links naar rechts met 45 graden (één achtste), die vervolgens overgaat op een achthoekig deel. Deze toren werd opzettelijk gedraaid gebouwd.                                             |                            |
| Sint-Martinuskerk          | Gent                     | Oost-Vlaanderen | 51° 3′ 1″ NB, 3° 42′ 12″ OL   | |                            |

### Denemarken
De volgende tabel bevat de twee bekende gedraaide torens van Denemarken, die beide niets te maken hebben met de gedraaide torens van andere landen. Deze gedraaide torens zijn oorspronkelijke in barokke stijl.
| Gebouw      | Plaats     | Coördinaten                    | Opmerkingen | Foto |
| ----------- | ---------- | ------------------------------ | --- | ---- |
| Beurs       | Kopenhagen | 55° 40′ 32″ NB, 12° 35′ 2″ OL  | Stenen toren in de vorm van een spiraal van links naar rechts, met verweven staarten van vier draken, gebouwd in de zeventiende eeuw. |      |
| Frelserkerk | Kopenhagen | 55° 40′ 22″ NB, 12° 35′ 38″ OL | De architect liet zich inspireren door de kapel van San Ivo alla Sapienza in Rome, de spiraal draait van links naar rechts, is bekleed met koper, heeft op de top een vergulde houten bol en stamt uit het midden van de achttiende eeuw. |      |

### Frankrijk
De volgende tabel bevat de zesenzestig bekende gedraaide torens van Frankrijk. Een deel van deze torens is gemaakt door de Compagnons du Devoir, en ze worden geregeld tegengekomen op de daken van of bij de gebouwen van de loge en/of het huis van de meestermetgezel.
| Gebouw                                                 | Plaats                                      | Departement        | Coördinaten                   | Opmerkingen | Foto |
| ------------------------------------------------------ | ------------------------------------------- | ------------------ | ----------------------------- | --- | ---- |
| Kerk Sint-Loup de Lyon                                 | Attignat                                    | Ain                | 46° 17′ 24″ NB, 5° 9′ 49″ OL  | De draai is van links naar rechts, deze toren is gerenoveerd in de negentiende eeuw en is bedekt met geglazuurde tegels. |      |
| Kerk Sint-Laurent                                      | Ceyzériat                                   | Ain                | 46° 10′ 37″ NB, 5° 19′ 29″ OL | Achthoekige torenspits bedekt met rode dakpannen, vrijwillig gedraaid gebouwd door een timmerman in 1818. De draaiing heeft alleen betrekking op het onderste derde deel. De bekleding werd verder versterkt door stukken hout (een per zijde) om te voorkomen dat de draaiing groter werd.                                                        |      |
| Kerk van de Geboorte van de Heilige Maagd              | Dohis                                       | Aisne              | 49° 45′ 46″ NB, 4° 8′ 24″ OL  | De met leisteen bedekte torenspits bestaat uit drie delen, alleen het onderste deel draait van links naar rechts. Het draaien is opzettelijk. |      |
| Kerk Sint-Martin                                       | Étréaupont                                  | Aisne              | 49° 54′ 10″ NB, 3° 54′ 53″ OL | Spits draait van links naar rechts met 22,5 graden (één zestiende) en is bedekt met leien. |      |
| Kerk Sint-Bonnet                                       | Saint-Bonnet-de-Four                        | Allier             | 46° 18′ 45″ NB, 2° 54′ 38″ OL | De draaiing is per ongeluk te wijten aan slechte droging van het in de negentiende eeuw gebruikte hout. Bij de herstelling van de toren in 1978 eiste de Gebouwendient van Frankrijk dat de gedraaide vorm behouden bleef. Nu is deze bedekt met shingles van kastanjehout die de oude bedekking van leisteen vervangt, en het frame is versterkt. |      |
| Kerk Sint-Rémy                                         | Troyes                                      | Aube               | 48° 17′ 57″ NB, 4° 4′ 31″ OL  | Kerk uit de 14e eeuw, draaiende spits van links naar rechts. |      |
| Kerk fortifiée du XIVe siècle                          | Lagnac, gemeente Rodelle                    | Aveyron            | 44° 29′ 23″ NB, 2° 36′ 39″ OL | Achthoekige torenspits draait iets van links naar rechts. De kerk dreigt in te storten. |      |
| Kerk Sint-Côme                                         | Saint-Côme-d'Olt                            | Aveyron            | 44° 30′ 54″ NB, 2° 48′ 54″ OL | Spits van 45 meter hoog, is meerdere malen beschadigd door blikseminslag, en in 1929 leidde dat tot de vernietiging en wederopbouw met vrijwillig draaiing. |      |
| Klokkentoren                                           | Aubigny-sur-Nère                            | Cher               | 47° 29′ 14″ NB, 2° 26′ 18″ OL | Gedraaide spits op een huis dat toebehoorde aan een metgezel van de Tour de France, M Bourdoiseau. Hij was zwaar beschadigd en werd in de periode 1991 - 1992 gerestaureerd. |      |
| Klokkentoren                                           | Bourges                                     | Cher               | ?                             | Constructie lyceum Jean de Berry |      |
| Kerk Sint-Martin                                       | Nohant-en-Graçay                            | Cher               | 47° 8′ 10″ NB, 1° 53′ 38″ OL  | Achthoekige torenspits bedekt met shingles van kastanjehout gebouwd op een vierkante toren. De torenspits heeft een draaiing van 22,5 graden (één zestiende) van links naar rechts. |      |
| Stiftskerk Sint-Outrille                               | Saint-Outrille                              | Cher               | 47° 8′ 37″ NB, 1° 50′ 33″ OL  | Bedekt met houten shingles met een draaiing van 22,5 graden (één zestiende) van links naar rechts in het onderste twee derde deel van de torenspits. |      |
| Kapel Notre-Dame de la Paix (17e eeuw)                 | Treignac                                    | Corrèze            | ?                             | Toren begint vierkant, vervolgens zeshoekig, dan achthoekig met een draaiing, en eindigt het met een halfronde lantaarn. |      |
| Kerk Sint-Pierre et Sint-Paul                          | Aignay-le-Duc                               | Côte-d'Or          | 47° 39′ 55″ NB, 4° 43′ 58″ OL | Spits enigszins gedraaid van links naar rechts. |      |
| Kerk Notre-Dame                                        | Auxonne                                     | Côte-d'Or          | 47° 11′ 38″ NB, 5° 23′ 18″ OL | Toren van 33 meter hoog, gebouwd in 1843. De torenspits is bedekt met leisteen en heeft een draaiing van links naar rechts. |      |
| Kerk Sint-Germain                                      | Vitteaux                                    | Côte-d'Or          | 47° 24′ 2″ NB, 4° 32′ 26″ OL  | De torenspits werd verwoest door een brand in 1633, werd het hetzelfde jaar herbouwd, vervolgens gerestaureerd in 1770 en 1893 en draait iets van rechts naar links. |      |
| Kerk Sint-Médard                                       | Naillat                                     | Creuse             | 46° 15′ 54″ NB, 1° 38′ 16″ OL | Achthoekige torenspits op een rechthoekige toren, licht gedraaid van links naar rechts. |      |
| Kerk de la Transfiguration                             | Payzac                                      | Dordogne           | 45° 24′ 4″ NB, 1° 13′ 12″ OL  | De gedraaide toren dateert waarschijnlijk uit de 16e eeuw, werd meerdere malen gerestaureerd, maar met behoud van zijn draaiing. |      |
| Kerk Sint-Germain                                      | Saint-Aubin-sur-Gaillon                     | Eure               | 49° 8′ 50″ NB, 1° 19′ 42″ OL  | De toren is 65 meter hoog, bedekt met leisteen, met een vierkante basis, achthoekige spits en draaiing van links naar rechts met 45 graden (één achtste). |      |
| Kerk                                                   | Houville-la-Branche                         | Eure-et-Loir       | 48° 26′ 37″ NB, 1° 38′ 27″ OL | Draaiing van links naar rechts met 22,5 graden (één zestiende). |      |
| ?                                                      | Dinéault                                    | Finistère          | ?                             | Spits in tuin van een particulier huis, gebouwd door M Gourlan. |      |
| Kathedraal Sint-Jean-Baptiste                          | Barran                                      | Gers               | 43° 37′ 3″ NB, 0° 26′ 31″ OL  | In 1971 werd de toren gerepareerd door de Compagnons de Saint-Sylvain d'Anjou, die denken dat de spits vanaf het begin af aan gedraaid was, maar de draaiing is toegenomen met de tijd, tot aan de breuk. Alleen het onderste deel van de spits is gedraaid.                                                                                       |      |
| Kerk Sint-Pierre                                       | Québriac                                    | Ille-et-Vilaine    | 48° 20′ 39″ NB, 1° 49′ 38″ WL | De spits is bedekt met leisteen en draait van links naar rechts met 45 graden (één achtste). |      |
| ?                                                      | Châteauroux                                 | Indre              | ?                             | Skylight gegarneerd met pijlen bedekt met leisteen. De centrale spits is zeshoekig en draait een halve slag. |      |
| Kerk Sint-Médard                                       | Reugny                                      | Indre-et-Loire     | 47° 28′ 59″ NB, 0° 53′ 2″ OL  | De torenspits is bedekt met leisteen en draait van links naar rechts met 22,5 graden (één zestiende) om meer weerstand tegen de wind te bieden. |      |
| Losse constructie                                      | Échirolles                                  | Isère              | 45° 9′ 3″ NB, 5° 42′ 48″ OL   | Gedraaide constructie bij het huis van de compagnons. |      |
| Kerk Sint-Viâtre                                       | Saint-Viâtre                                | Loir-et-Cher       | 47° 31′ 21″ NB, 1° 55′ 60″ OL | De achthoekige torenspits bekroont een vierkante toren, en heeft een lichte draaiing van links naar rechts. |      |
| Spits op gebouw                                        | Nantes                                      | Loire-Atlantique   | 47° 12′ 57″ NB, 1° 32′ 32″ WL | Hoogste punt van het Maison des Compagnons du Devoir, hij draait 180 graden (een halve slag). |      |
| Los object                                             | Malville                                    | Loire-Atlantique   | ?                             | Losse dakconstructie voor het drogen van kleding in houten shingles gegarneerd met gedraaide structuren, gebouwd door een gepensioneerde compagnon du Devoir. |      |
| Kerk                                                   | Beaune-la-Rolande                           | Loiret             | verdwenen                     | De spits van de kerk is verdwenen in een brand in 1861 en werd recht herbouwd door Eugène Viollet-le-Duc. |      |
| Parochiekerk                                           | Boësses                                     | Loiret             | 48° 9′ 11″ NB, 2° 26′ 54″ OL  | Kerk stamt uit de 13e eeuw. De toren is iets gedraaid geworden als gevolg van renovatie. |      |
| Woonhuis                                               | Nogent-sur-Vernisson                        | Loiret             | ?                             | Verschillende torentjes op het dak van het huis van timmerman-dakdekker M. Trognon. De spits bestaat uit twee geneste conische delen, waarvan alleen het onderste gedeelte gedraaid is. Het is zeshoekig en draait 60 graden (één zesde) van rechts naar links.                                                                                    |      |
| Lantaarn op privéhuis                                  | Orléans                                     | Loiret             | ?                             | Werk van een meester-timmerman M. Bertrand. Spits bedekt met leisteen boven een venster en draait van rechts naar links. |      |
| Kerk Notre-Dame                                        | Puiseaux                                    | Loiret             | 48° 12′ 16″ NB, 2° 28′ 20″ OL | Toevallige draaiing van 45 graden (één achtste) als gevolg van slechte droging van de centrale verticale balk. |      |
| Kerk Notre-Dame                                        | Sérignac-sur-Garonne                        | Lot-et-Garonne     | 44° 12′ 51″ NB, 0° 29′ 5″ OL  | Deze van oorsprong gedraaide toren, daterend uit de vijftiende eeuw, werd verwoest in 1922 en precies herbouwd in 1989 door timmerlieden van de compagnons du tour de France op initiatief van de vereniging voor de wederopbouw van de toren Serignac.                                                                                            |      |
| Kerk                                                   | Cheffes                                     | Maine-et-Loire     | 47° 37′ 15″ NB, 0° 30′ 25″ WL | Kerk uit de 13e eeuw. De draaiing is van onbekende oorsprong. |      |
| Kerk Sint-Jacques                                      | Chemiré-sur-Sarthe                          | Maine-et-Loire     | ?                             | De draaiing van 22,5 graden (één zestiende) van de torenspits lijkt van natuurlijke oorsprong te zijn. |      |
| Kerk Sint-Julien de Brioude                            | Distré                                      | Maine-et-Loire     | ?                             | De kerk dateert uit de elfde en twaalfde eeuw, maar de klok is gewijzigd in de 18e eeuw. De oorsprong van de draaiing van 36 graden (één tiende) is onduidelijk. |      |
| Kerk Sint-Martin de Vertou                             | Fontaine-Guérin                             | Maine-et-Loire     | 47° 29′ 11″ NB, 0° 11′ 19″ WL | De torenspits is nogal kort en opzettelijk gedraaid gebouwd. De draaiing gaat van rechts naar links met 45 graden (één achtste) en is de enige in deze draairichting in deze richting in deze omgeving. |      |
| Kerk Sint-Étienne                                      | Fougeré                                     | Maine-et-Loire     | ?                             | Het draaien van de spits lijkt het werk van meester-timmerlieden. De draaiing is 22,5 graden (één zestiende). |      |
| Kerk Sint-Cyr et Sinte-Julitte                         | Jarzé                                       | Maine-et-Loire     | 47° 33′ 20″ NB, 0° 13′ 52″ WL | Zijn recente draai groeit langzaam over de jaren. Dit kan het gevolg zijn van de ineenstorting van de centrale balk, na de renovatie van het dak. De draaiing is nauwelijks merkbaar, maar de helling is gevoelig. |      |
| Kerk Sint-Germain                                      | Mouliherne                                  | Maine-et-Loire     | 47° 28′ 9″ NB, 0° 1′ 6″ OL    | Draaiing van origine omstreeks van 1690. |      |
| Kerk Sint-Denis                                        | Pontigné                                    | Maine-et-Loire     | 47° 32′ 52″ NB, 0° 2′ 27″ WL  | De toren werd vanaf het begin gedraaid gebouwd en draait van links naar rechts met 45 graden (één achtste). De dakdekking is gerenoveerd in 2005. |      |
| Kerk Sint-Pierre                                       | Saumur                                      | Maine-et-Loire     | 47° 15′ 31″ NB, 0° 4′ 27″ WL  | De toren is gedraaid van links naar rechts. |      |
| Kerk Sint-Symphorien                                   | Le Vieil-Baugé                              | Maine-et-Loire     | 47° 31′ 54″ NB, 0° 7′ 10″ WL  | De vorige spits was in steen, werd herbouwd in 1856, en werd beschadigd door blikseminslag in 1859 en 1892. De spiraalvormige vorm gaat van links naar rechts met 45 graden (één achtste) en is vrijwillig, maar de neiging lijkt het gevolg te zijn van verkeerd drogen.                                                                          |      |
| Parochiekerk                                           | Étoges                                      | Marne              | 48° 52′ 51″ NB, 3° 51′ 20″ OL | Achthoekige torenspits draait van rechts naar links met 22,5 graden (één zestiende). |      |
| Kerk Sint-Georges                                      | Meuvy (gemeente Breuvannes-en-Bassigny)     | Haute-Marne        | 48° 5′ 5″ NB, 5° 32′ 50″ OL   | De kerk werd gebouwd door de inwoners van de plaats onder leiding van hun pastoor tussen 1681 en 1719. De toren heeft een vierkante basis met een gebogen spits van 40 meter hoog. |      |
| Kerk Sint-Pierre                                       | Meslay-du-Maine                             | Mayenne            | ?                             | Spits bedekt met leien, regelmatige draai van 45 graden (één achtste) van links naar rechts. De oorsprong van de draaiing is onduidelijk. |      |
| Kerk Sints-Côme-et-Damien                              | Vézelise                                    | Meurthe-et-Moselle | 48° 29′ 11″ NB, 6° 5′ 13″ OL  | Toren is meer dan 65 meter hoog, bestaande uit een vierkante torenbasis bekroond door een achthoekige torenspits, bedekt met leisteen, van meer dan 28 meter en een draaiing van links naar rechts. |      |
| Renaissance-toren van kasteel                          | Landonvillers (gemeente Courcelles-Chaussy) | Moselle            | 49° 8′ 7″ NB, 6° 23′ 44″ OL   | Draaiing van 45 graden (één achtste). |      |
| Kerk Sint-Omer                                         | Verchin                                     | Pas-de-Calais      | 50° 29′ 38″ NB, 2° 11′ 8″ OL  | Deze vervorming is te wijten aan het gebruik van te groen hout voor de voltooiing van de toren, dat zou hebben verdraaid bij het drogen. |      |
| Kerk Sint-Gall et Sint-Weldelin                        | Niedermorschwihr                            | Haut-Rhin          | 48° 5′ 58″ NB, 7° 16′ 28″ OL  | Vierkante toren met een achthoekige spits bedekt met tegels en een draaiing van 45 graden (één achtste) van rechts naar links. Binnen in de kerk is er een maquette van de structuur te zien van de Compagnons du Devoir. |      |
| Kerk Sint-Maurice                                      | Mervans                                     | Saône-et-Loire     | 46° 47′ 51″ NB, 5° 11′ 8″ OL  | De spits is bekleed met geglazuurde tegels. De oorsprong van de draaiing is onduidelijk, wel zijn er vele legendes over. |      |
| Kerk Notre-Dame                                        | Marçon                                      | Sarthe             | 47° 42′ 37″ NB, 0° 30′ 35″ OL | Torenspits bedekt met leisteen en met een draaiing van 22,5 graden (één zestiende) van rechts naar links. |      |
| Parochiekerk                                           | Angiens                                     | Seine-Maritime     | 49° 49′ 42″ NB, 0° 47′ 24″ OL | Vierkante toren met daarboven een korte spits met een draaiing van links naar rechts met 45 graden (één achtste). |      |
| Kerk Sint-Pierre                                       | Auppegard                                   | Seine-Maritime     | 49° 49′ 46″ NB, 1° 1′ 33″ OL  | Kerk van de zestiende eeuw ingedeeld MH sinds 1926. |      |
| Kerk Sint-Aignan                                       | Bures-en-Bray                               | Seine-Maritime     | 49° 46′ 45″ NB, 1° 20′ 12″ OL | Toren met een totale hoogte van 60 meter, heeft een spits bedekt met leien en een draaiing van 45 graden (één achtste) van links naar rechts. De toren werd in 2000 gerestaureerd. |      |
| Kerk Sint-Ouen                                         | Offranville                                 | Seine-Maritime     | 49° 52′ 11″ NB, 1° 2′ 59″ OL  | Achthoekige torenspits met een draaiing van 45 graden (één achtste). Draaiing waarschijnlijk te wijten aan het ontbreken van een St. Andreaskruis in het frame. |      |
| Constructie van Compagnons du Devoir                   | Drancy                                      | Seine-Saint-Denis  | ?                             | Vrijwillige constructie van 5 meter hoog met een draaiing van 45 graden (één achtste), bedekt met leien van verschillende kleuren. |      |
| Parochiekerk                                           | Saint-Pierre-des-Échaubrognes               | Deux-Sèvres        | 46° 59′ 25″ NB, 0° 44′ 38″ WL | Parochiekerk werd tussen 1840 en 1844 gebouwd zonder architecten. Achthoekige spits met een draaiing van rechts naar links met 22,5 graden (één zestiende) om te compenseren voor de heersende winden. |      |
| Kerk                                                   | Île d'Yeu                                   | Vendée             | verdwenen                     | De toren bestond uit een achthoekige torenspits op een vierkante toren, gebouwd in 1794, en werd vernietigd door blikseminslag in 1953. |      |
| Kerk Sint-Martin                                       | Coussay-les-Bois                            | Vienne             | 46° 48′ 32″ NB, 0° 44′ 37″ OL | De toren van deze kerk is onderdeel van een voormalig klooster en draait iets van links naar rechts. |      |
| Kerk Sint-Sauveur                                      | Rochechouart                                | Haute-Vienne       | 45° 49′ 24″ NB, 0° 49′ 14″ OL | Achthoekige torenspits vrijwillig gebouwd met een draaiing van 45 graden (één achtste) van links naar rechts, maar de draaiing is met de tijd toegenomen. |      |
| Lantaarn boven een raam van een huis van een dakdekker | Les Grands-Chézeaux                         | Haute-Vienne       | 46° 20′ 59″ NB, 1° 23′ 37″ OL | Vrijwillig draaiing van 45 graden (één achtste) van links naar rechts. |      |
| Kerk Sint-Léger                                        | Gigny                                       | Yonne              | 47° 48′ 60″ NB, 4° 17′ 36″ OL | Kerk dateert uit de twaalfde eeuw en werd herbouwd in 1523. De toren is een vierkante toren met daarop een spits bedekt met leisteen met een draaiing van links naar rechts op 22,5 graden (één zestiende). |      |
| Kerk                                                   | Saint-Martin-des-Champs                     | Yonne              | verdwenen                     | De toren van de kerk had zwaar te lijden onder zware leuning van de torenspits met een 45 graden draaiing (één achtste) en daarom werd de toren ontdaan van deze spits en werd deze vervangen door een andere. |      |

### Italië
De volgende tabel bevat de enige bekende gedraaide toren van Italië, die net als in Denemarken niets te maken heeft met de andere torenspitsen.
| Gebouw                     | Plaats | Coördinaten                    | Opmerkingen                                                                                | Foto |
| -------------------------- | ------ | ------------------------------ | ------------------------------------------------------------------------------------------ | ---- |
| Sant'Ivo alla Sapienzakerk | Rome   | 41° 53′ 54″ NB, 12° 28′ 30″ OL | Ontworpen door architect Francesco Borromini, gebouwd in 1660 als spiralende stenen toren. |      |

### Zwitserland
De volgende tabel bevat de vier bekende gedraaide torens van Zwitserland:
| Gebouw            | Plaats         | Kanton       | Coördinaten                   | Opmerkingen | Foto |
| ----------------- | -------------- | ------------ | ----------------------------- | --- | ---- |
| Kerk Sint-Abogast | Muttenz        | Bazel        | 47° 31′ 21″ NB, 7° 38′ 44″ OL | Vierkante toren bekroond door een achthoekige torenspits met draaiing van rechts naar links. |      |
| Kerk Sint-Johann  | Davos          | Graubünden   | 46° 47′ 36″ NB, 9° 49′ 20″ OL | Vierkante toren met vier gevels, en een kegelvormige spits die draait van rechts naar links met 45 graden (één achtste). Hij is bedekt met kastanjehouten shingles en de dekking is volledig vernieuwd in 2003. |      |
| Abdijkerk         | Payerne        | Vaud         | 46° 49′ 15″ NB, 6° 56′ 15″ OL | De torenspits heeft een vierkante basis met een slanke met leisteen bedekte spits die een draaiing heeft van rechts naar links.                                                                                 |      |
| Kerk Sint-Georges | Stein am Rhein | Schaffhausen | 47° 39′ 32″ NB, 8° 51′ 37″ OL | De kerk dateert uit de twaalfde eeuw en de toren werd herbouwd tussen 1566 en 1599. De spits is zeer slank, is 26,50 meter hoog, bedekt met leien en draait van rechts naar links.                              |      |